# 神國運動
神國運動（日语：神の国運動）是日本的一個基督教社會運動。由賀川豐彦於1928年（昭和3年）提出，目的是要把耶路撒冷會議的「普世教會合一運動」精神延續下去。1929年（昭和4年），日本基督教聯盟協會通過賀川的動議，並於1930年成立運動的代表委員會，由富田滿就任主席。
這個運動注重「農民福音學校」，對農民提供廣泛的社會活動，包括技術協助。

### 文獻
- （日語）
- （日語）
- （日語）
- （日語）